# Gymnastique acrobatique aux Jeux mondiaux de 2022
Navigation
Wrocław 2017 Chengdu 2025
Les épreuves de gymnastique acrobatique des Jeux mondiaux de 2022 auront lieu du 15 et 17 juillet 2022 au Birmingham–Jefferson Convention Complex (en).

## Organisation
Les résultats des éliminatoires lors des Championnats du Monde de 2021 furent utilisés pour déterminer quels pays peuvent envoyer des gymnastes,.
La liste a été révisée prenant en compte les sanctions contre les fédérations russes et biélorusses.
| Groupe masculin                                                          | Paire masculine                                                             | Paire mixte                                                    | Paire féminine                                                       | Groupe féminin                                                   |
| ------------------------------------------------------------------------ | --------------------------------------------------------------------------- | -------------------------------------------------------------- | -------------------------------------------------------------------- | ---------------------------------------------------------------- |
| - Israël - Kazakhstan - Belgique - Ukraine - Allemagne - Grande-Bretagne | - Belgique - Ukraine - Kazakhstan - Grande-Bretagne - Portugal - États-Unis | - Allemagne - Ukraine - Israël - Belgique - Espagne - Portugal | - Ukraine - États-Unis - Kazakhstan - Portugal - Allemagne - Pologne | - Portugal - Belgique - Ukraine - Israël - États-Unis - Pays-Bas |

## Médaillés
| Épreuve | Or                                                                                    | Argent                                                                     | Bronze                                                                |
| ------- | ------------------------------------------------------------------------------------- | -------------------------------------------------------------------------- | --------------------------------------------------------------------- |
| Hommes  |                                                                                       |                                                                            |                                                                       |
| Groupe  | Grande-Bretagne- Bradley Gold - Archie Goonesekera - Finlay Gray - Andrew Morris-Hunt | Belgique- Jonas Raus - Viktor Vermeire - Wannes Vlaeminck - Simon de Wever | Ukraine- Stanislav Kukurudz - Yurii Push - Yuriy Savka - Taras Yarush |
| Duo     | Ukraine- Bohdan Pohranychnyi - Danylo Stetsiuk                                        | États-Unis- Braiden McDougall - Angel Felix                                | Kazakhstan- Daniyel Dil - Vadim Shulyar                               |
| Femmes  |                                                                                       |                                                                            |                                                                       |
| Groupe  | Belgique- Kim Bergmans - Lise de Meyst - Bo Hollebosch                                | Portugal- Francisca Maia - Beatriz Carneiro - Barbara Sequeira             | Ukraine- Daryna Pomianovska - Oleksandra Malchuk - Viktoriia Kunitska |
| Duo     | Ukraine- Viktoriia Kozlovska - Taisiia Marchenko                                      | Portugal- Rita Teixeira - Rita Ferreira                                    | États-Unis- Katie Borcherding - Cierra McKown                         |
| Mixte   |                                                                                       |                                                                            |                                                                       |
| Duo     | Belgique- Bram Röttger - Helena Heijens                                               | Allemagne- Daniel Blintsov - Pia Schuetze                                  | Israël- Meron Weissman - Adi Horwitz                                  |

## Tableau des médailles
- Pays organisateur

| Rang  | Nation          | Or | Argent | Bronze | Total |
| ----- | --------------- | -- | ------ | ------ | ----- |
| 1     | Belgique        | 2  | 1      | 0      | 3     |
| 2     | Ukraine         | 2  | 0      | 2      | 4     |
| 3     | Grande-Bretagne | 1  | 0      | 0      | 1     |
| 4     | Portugal        | 0  | 2      | 0      | 2     |
| 5     | États-Unis      | 0  | 1      | 1      | 2     |
| 6     | Allemagne       | 0  | 1      | 0      | 1     |
| 7     | Israël          | 0  | 0      | 1      | 1     |
| 8     | Kazakhstan      | 0  | 0      | 1      | 1     |
| Total | Total           | 5  | 5      | 5      | 15    |